# ياكوفليف ياك-17
ياكوفليف ياك-17 (بالإنجليزية: Yakovlev Yak-17)‏ هي طائرة مقاتلة أنتجت في 1948. كانت تستخدم بشكل أساسي من قبل القوات الجوية السوفيتية. كان أول طيران لها في 1947. انتهت خدمتها في 1960. صنع منها 430 طائرة.

## المستخدمون
- القوات الجوية السوفيتية
- سلاح جو جيش التحرير الشعبي

## طرازات أخرى
- ياكوفليف ياك-23